# Pietro (vescovo di Firenze)
Pietro (XII secolo – 1205) è stato un vescovo cattolico italiano, vescovo di Firenze dal 1190 fino al 1205.

## Biografia
Salì al soglio episcopale dopo Bernardo (anche se esiste una fonte discordante, il Gams, che inserisce un vescovo di nome Pagano tra il 1187 e il 1190), a differenza del suo predecessore ebbe una grande cura dei beni della curia e li difese strenuamente, come risulta dagli atti registrani sul Codice Bullettone, un grande volume di proprietà degli archivi dell'Arcidiocesi dove sono registrati gli atti relativi ai beni della diocesi sin dall'alto medioevo.
Pretese senza successo la giurisdizione sul Monastero di Santa Maria a Marignano, che aveva il privilegio di dipendere direttamente dalla Santa Sede (mantenuto fino alla soppressione nel 1785) e si schierò con i parrocchiani di San Martino al Vescovo in una disputa per il controllo parrocchiale contro l'abate della vicina Badia Fiorentina.
Arrigo da Settimello si lamentò di lui perché gli aveva tolto la parrocchia, nella sua opera De diversitate fortunae et philosophiae consolatione.
Il suo successore fu Giovanni da Velletri, dal 1205 circa.